# Peter Als
 Ikke at forveksle med Peder Als.
Peter Als (1659 – 1711) var forstander på Herlufsholm.
Als blev 21. marts 1685 forstander på Herlufsholm (Sjællandsk Register), siden sprogmester ved Søkadetakademiet (Ny Samlinger, 1795, s. 5).
Han var gift med Anne Iversdatter Schøller (efter 1654 - 1699), datter af lektor Iver Schøller (1610-1654).